# Cottrell-Wolke

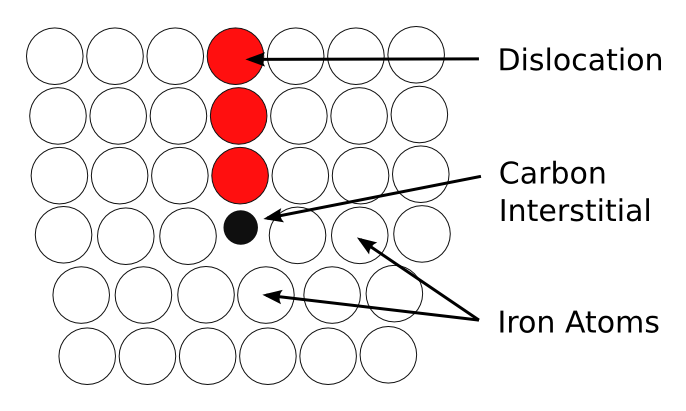
Ein Kohlenstoffatom unter einem Versetzungskern als Teil einer Cottrell-Wolke

Eine Cottrell-Wolke (englisch Cottrell atmosphere) ist ein Konzept aus der Festkörperphysik und Werkstoffwissenschaft, um die Behinderung der Versetzungsbewegung durch Zwischengitteratome (Kohlenstoff oder Stickstoff) zu erklären. Die Theorie wurde von Alan Cottrell und B. Bilby 1948 beschrieben.

## Eigenschaften
Cottrell-Wolken kommen in kubisch raumzentrierten (krz) Metallen wie Eisen und Chrom vor, die durch kleine Zwischengitteratome (z. B. Kohlenstoff und/oder Stickstoff) verunreinigt sind. Da diese Fremdatome ein wenig größer sind als die Zwischengitterplätze und kleiner als die Eisenatome, verzerren sie das sie umgebende Kristallgitter leicht und um sie herum entsteht ein Eigenspannungsfeld, welches mit einer Erhöhung der Verzerrungsenergie verbunden ist. Diese Spannung kann durch die Verzerrungsspannung in der unmittelbaren Umgebung eines Versetzungskerns kompensiert werden. Die Fremdatome bewegen sich deswegen bevorzugt auf Versetzungen zu, wie im Bild oben dargestellt, um die Gesamtverzerrungsenergie des Systems zu verringern.
Sobald sich einmal ein Fremdatom an die Versetzung geheftet hat, bleibt es auch dort. Wenn an dem Körper eine externe Spannung anliegt, zum Beispiel unter Zugbelastung, ist wegen der durch die Cottrell-Wolken festgepinnten Versetzungen, zusätzliche Kraft notwendig, um Versetzungsbewegung einzuleiten. Dies manifestiert sich als sogenannte ausgeprägte Streckgrenze bzw. obere Streckgrenze (Losreißspannung) in einem Spannungs-Dehnungs-Diagramm. Nachdem sich die Versetzungen aus den Fremdatom-Wolken befreit haben, fällt die Spannung auf einen niedrigeren Wert, die sog. untere Streckgrenze ab, ab welcher sich das Material frei plastisch verformen kann.
Wenn das Material nach der Befreiung bei Raumtemperatur oder bei höheren Temperaturen altert, diffundieren die C- und N-Atome zurück an die Versetzungskerne, und man kann wieder eine ausgeprägte Streckgrenze beobachten. Cottrell-Wolken erschweren Tiefzieh- und Umformprozesse von Blechen und führen zur Bildung von Lüders-Bändern („Fließfiguren“ / „Apfelsinenhaut“) an den Oberflächen, die dadurch zum Ausschuss werden können.
Um den Cottrell-Effekt zu vermeiden, werden manche Stähle so entwickelt, dass sie keine interstitiellen Verunreinigungen enthalten, wie z. B. die IF-Stähle (interstitial free), die dadurch besonders gute Umformeigenschaften aufweisen. Eine weitere Möglichkeit ist das Dressieren von Blechen vor dem Tiefziehen. Darunter versteht man eine geringe Vorverformung (0,5 bis 2 %) des zum Tiefziehen bestimmten Stahls, zum Lösen der Versetzungen aus den durch Alterung entstandenen Cottrell-Wolken.